# Henrik Teofilus Scheffer
Henrik Teofil Scheffer, född 28 december 1710 i Stockholm, död där 10 augusti 1759, var en svensk kemist, han var son till Ivo Scheffer och sonson till Johannes Schefferus, kusin till börderna Carl Fredrik och Ulrik Scheffer.
Scheffer blev 1739 direktör för Ädelfors guldverk och 1752 myntproberare. År 1747 valdes han till ledamot av Vetenskapsakademien, och 1756 blev han naturaliserad svensk adelsman. Utom värdefulla uppsatser i Vetenskapsakademiens Handlingar författade han Kemiska föreläsningar (utgivna av Torbern Bergman 1775; tredje upplagan 1796), vilka var av väsentlig betydelse för kemins studium i Sverige. Till hans viktigaste arbeten hör hans 1752 utförda undersökning av platina, som därigenom bevisades vara en förut okänd ädelmetall, samt metoden att medelst svavelsyra skilja guld från silver.